# Homorthodes brunneosuffusa
Homorthodes brunneosuffusa är en fjärilsart som beskrevs av Embrik Strand 1917. Homorthodes brunneosuffusa ingår i släktet Homorthodes och familjen nattflyn. Inga underarter finns listade i Catalogue of Life.